# المرافدة (العدين)

تعديل مصدري - تعديل

المرافدة محلة تابعة لقرية الايوان، التابعة لعزلة السارة بمديرية العدين إحدى مديريات محافظة إب في الجمهورية اليمنية، بلغ تعداد سكانها 73 حسب تعداد اليمن لعام 2004.